# Tiga
Tiga é o nome artístico do DJ produtor musical nascido em Montreal, Tiga James Sontag. Seu álbum Sexor ganhou o Juno Awards 2007 na categoria Álbum Dance do Ano.

## História
Ele se formou na Selwyn House School, uma prestigiada escola em Westmount. Antes de produzir música, ele promovia raves em sua cidade-natal durante o início dos anos 1990. Tiga também ajudou na criação do mundialmente famoso clube SONA. Em 1994, ele abriu uma loja de discos chamada DNA Records, e em 1998 fundou sua própria gravadora, Turbo Recordings.
Tiga é muito conhecido por suas remixagens:
- Tomas Andersson - "Washing Up" (usado no jogo Need for Speed: Carbon)
- Scissor Sisters - "Confortably Numb"
- Felix da Housecat - "Madame Hollywood"

Também é conhecido por seus covers:
- Nelly - "Hot in Herre"
- Corey Hart - "Sunglasses at Night"

Além de produzir seu próprio material, Tiga já trabalhou com Zyntherius, Richard X e Jake Shears. Freqüentemente colabora com James Murphy e Jesper Dahlbäck. Também é amigo de Steph e David Dewaele (Soulwax), que produziram cerca da metade das faixas do álbum de estréia do Tiga, Sexor.
Em 2004, Tiga uniu forças com Scissor Sisters, Rihanna, Rufus Wainwright, Timbaland e outros astros para criar a coleção "Fashion against AIDS", um projeto sem fins lucrativos criado para arrecadar fundos na luta conta AIDS.

## Discografia

### Álbuns
- 2006: Sexor
- 2009: Ciao!
- 2016: No Fantasy Required

### Compilações de remixagens
- 1998: Montreal Mix Sessions Vol. 1
- 2000: Mixed Emotions: Montreal Mix Sessions Vol. 5
- 2002: American Gigolo
- 2002: DJ-Kicks: Tiga
- 2005: INTHEMIX.05

### Singles
- 2001: Sunglasses at Night
- 2002: TGV EP
- 2002: DJ-Kicks Promo
- 2003: Running out of Time EP
- 2003: Hot in Herre
- 2003: Burning Down the House
- 2004: Pleasure from the Bass
- 2005: Louder than a Bomb
- 2005: You Gonna Want Me
- 2005: Good as Gold
- 2006: (Far From) Home
- 2006: 3 Weeks
- 2006: Move My Body
- 2009: Shoes